# Territorio de Nauru
En 1914, tras el estallido de la Primera Guerra Mundial, Nauru fue capturada por las tropas australianas, después de lo cual el Reino Unido mantuvo el control hasta 1920. Australia, Nueva Zelanda y el Reino Unido firmaron el Acuerdo de la Isla de Nauru en 1919, creando una junta conocida como la Comisión Británica de Fosfato (BPC). Esto se hizo cargo de los derechos de extracción de fosfato. Según la Oficina de Censos y Estadísticas de la Commonwealth (ahora la Oficina de Estadísticas de Australia), "al igual que otros nativos, los isleños son muy susceptibles a la tuberculosis y la influenza, y en 1921 una epidemia de influenza causó la muerte de 230 isleños". En 1923, la Liga de Naciones otorgó a Australia un mandato fiduciario sobre Nauru, con el Reino Unido y Nueva Zelanda como co-fideicomisarios. En 1932 nació el primer Angam Baby.
- Datos: Q109423273